# Jordan Motors
Jordan Motors Co., Ltd.  (chinesisch 彰田企業, Pinyin Zhāng Tián Qì Yè) ist ein Hersteller von leichten Motorrollern (Scootern), ATV (Quad), Jetskis und anderen Fahrzeugen aus Changhua, Republik China (Taiwan).
Das Unternehmen produziert auch selbst Motoren von 50 cm³ bis 250 cm³. Für seine Entwicklungsleistungen wurde es mit Auszeichnungen geehrt wie dem taiwanischen "Innovation Research Award" und dem "Certificate of good design". 